# 富士宮市立富士根北小学校
富士宮市立富士根北小学校（ふじのみやしりつ ふじねきたしょうがっこう）は静岡県富士宮市村山にある市立の小学校。

## 通学区域
- 粟倉1区（2町内2班（佐久間送電線以南）を除く。） 粟倉2区 粟倉4区 粟倉南区 舟久保区 村山1区 村山2区 村山3区（2町内及び3町内）

## 沿革
- 1875年（明治8年）11月 - 村山を学区として「神成舎」ができる。
- 1886年（明治19年）4月 - 「小泉舎」と「有楽堂」を合併し「楷暢舎」となり本校とし、「神成舎」を神成分教場とする
- 1889年（明治22年）3月 - 「神成舎」が富士根尋常小学校に改称し、「楷暢舎」を小泉分教場に改称。
- 1892年（明治25年）5月 - 富士根尋常小学校は村山尋常小学校に改称し、小泉分教場は小泉尋常小学校に改称。
- 1901年（明治34年）8月 - 小泉尋常小学校を富士根尋常高等小学校に改称。
- 1902年（明治35年）4月 - 村山尋常小学校を富士根尋常高等小学校村山分教場に改称
- 1918年（大正7年）4月 - 富士根尋常高等小学校は富士根第一尋常高等小学校、村山分教場は富士根第二尋常高等小学校に改称
- 1941年（昭和16年）4月 - 富士根第二国民学校と改称
- 1947年（昭和22年）4月 - 富士根村立富士根第二小学校と改称
- 1952年（昭和27年）1月 - 粟倉分校を開設
- 1955年（昭和30年）4月 - 富士宮市立富士根北小学校と改称

## 所在地
- 静岡県富士宮市村山1499番地

## 周辺地域
- 富士宮市立富士根北中学校